# Distretto di Iray
Il distretto di Iray è uno degli otto distretti della provincia di Condesuyos, in Perù. Si trova nella regione di Arequipa e si estende su una superficie di 247,62 chilometri quadrati.

Istituito il 26 novembre 1917, ha per capitale la città di Iray; al censimento 2005 contava 812 abitanti.